# Ugo Valperga
Ugo Valperga (Genova, 18 aprile 1910 – 7 febbraio 1970) è stato un imprenditore e dirigente sportivo italiano.

## Carriera

### Imprenditore
Era proprietario di una importante ditta di trasporti marittimi.

### Dirigente sportivo
Succedette nel 1953 alla massima carica dirigenziale della società calcistica Genoa, militante nella massima serie italiana, ad Ernesto Cauvin. Mantenne tale incarico sino all'anno successivo, quando venne sostituito da un comitato di presidenza, guidato dall'avvocato Aldo Galletto.

### Panathlon
Fu tra i primi soci del club Panathlon di Genova.